# 6 Horas de Fuji 2014
Las 6 Horas de Fuji 2014 fue un evento de carreras deportivas de resistencia celebrado en el Fuji Speedway, Oyama, Japón los días 9 al 11 de octubre de 2014, y sirvió como la sexta carrera del Campeonato Mundial de Resistencia 2014. Sébastien Buemi y Anthony Davidson de Toyota ganaron la carrera a bordo del Toyota TS040 Hybrid No.8.

## Clasificación
Los ganadores de las poles en cada clase están marcados en negrita.
| Pos | Clase     | Equipo                      | Tiempo     | Grilla |
| --- | --------- | --------------------------- | ---------- | ------ |
| 1   | LMP1-H    | No. 8 Toyota Racing         | 1:26.886   | 1      |
| 2   | LMP1-H    | No. 20 Porsche Team         | 1:26.929   | 2      |
| 3   | LMP1-H    | No. 14 Porsche Team         | 1:27.306   | 3      |
| 4   | LMP1-H    | No. 7 Toyota Racing         | 1:27.437   | 4      |
| 5   | LMP1-H    | No. 2 Audi Sport Team Joest | 1:28.118   | 5      |
| 6   | LMP1-H    | No. 1 Audi Sport Team Joest | 1:28.165   | 6      |
| 7   | LMP1-L    | No. 12 Rebellion Racing     | 1:31.751   | 7      |
| 8   | LMP1-L    | No. 13 Rebellion Racing     | 1:32.245   | 8      |
| 9   | LMP2      | No. 26 G-Drive Racing       | 1:33.062   | 12     |
| 10  | LMP2      | No. 47 KCMG                 | 1:33.847   | 9      |
| 11  | LMP2      | No. 27 SMP Racing           | 1:34.328   | 10     |
| 12  | LMP2      | No. 37 SMP Racing           | 1:35.006   | 11     |
| 13  | LMP1-L    | No. 9 Lotus                 | 1:35.414   | 13     |
| 14  | LMGTE Pro | No. 99 Aston Martin Racing  | 1:39.686   | 14     |
| 15  | LMGTE Pro | No. 97 Aston Martin Racing  | 1:40.031   | 15     |
| 16  | LMGTE Pro | No. 92 Porsche Team Manthey | 1:40.145   | 16     |
| 17  | LMGTE Pro | No. 71 AF Corse             | 1:40.171   | 17     |
| 18  | LMGTE Pro | No. 51 AF Corse             | 1:40.200   | 18     |
| 19  | LMGTE Am  | No. 98 Aston Martin Racing  | 1:40.230   | 19     |
| 20  | LMGTE Pro | No. 91 Porsche Team Manthey | 1:40.283   | 20     |
| 21  | LMGTE Am  | No. 81 AF Corse             | 1:40.624   | 21     |
| 22  | LMGTE Am  | No. 95 Aston Martin Racing  | 1:40.638   | 22     |
| 23  | LMGTE Am  | No. 61 AF Corse             | 1:40.676   | 23     |
| 24  | LMGTE Am  | No. 75 Prospeed Competition | 1:40.830   | 24     |
| 25  | LMGTE Am  | No. 88 Proton Competition   | 1:40.995   | 25     |
| 26  | LMGTE Am  | No. 90 8 Star Motorsports   | 1:41.019   | 26     |
| –   | LMP2      | No. 35 OAK Racing           | Sin Tiempo | 27     |

## Carrera
Resultados por clase
| Pos. general | Pos. clase | Clase     | N.° | Escudería             | Pilotos                                                      | Automóvil               | Vueltas | Tiempo/Retirado | Campeonato | Campeonato |
| Pos. general | Pos. clase | Clase     | N.° | Escudería             | Pilotos                                                      | Automóvil               | Vueltas | Tiempo/Retirado | Pos.       | Puntos     |
| LMP          | LMP        | LMP       | LMP | LMP                   | LMP                                                          | LMP                     | LMP     | LMP             | LMP        | LMP        |
| ------------ | ---------- | --------- | --- | --------------------- | ------------------------------------------------------------ | ----------------------- | ------- | --------------- | ---------- | ---------- |
| 1            | 1          | LMP1      | 8   | Toyota Racing         | Anthony Davidson Sébastien Buemi                             | Toyota TS040 Hybrid     | 236     | 6:00:39.367     | 1          | 25         |
| 2            | 2          | LMP1      | 7   | Toyota Racing         | Alexander Wurz Stéphane Sarrazin Kazuki Nakajima Mike Conway | Toyota TS040 Hybrid     | 236     | +25.627         | 2          | 18         |
| 3            | 3          | LMP1      | 20  | Porsche Team          | Timo Bernhard Mark Webber Brendon Hartley                    | Porsche 919 Hybrid      | 235     | +1 vuelta       | 3          | 15         |
| 4            | 4          | LMP1      | 14  | Porsche Team          | Romain Dumas Neel Jani Marc Lieb                             | Porsche 919 Hybrid      | 234     | +2 vueltas      | 4          | 12         |
| 5            | 5          | LMP1      | 1   | Audi Sport Team Joest | Lucas Di Grassi Loïc Duval Tom Kristensen                    | Audi R18 e-tron quattro | 234     | +2 vueltas      | 5          | 10         |
| 6            | 6          | LMP1      | 2   | Audi Sport Team Joest | Marcel Fässler André Lotterer Benoît Tréluyer                | Audi R18 e-tron quattro | 233     | +3 vueltas      | 6          | 8          |
| 7            | 1          | LMP2      | 26  | G-Drive Racing        | Roman Rusinov Olivier Pla Julien Canal                       | Ligier JS P2-Nissan     | 219     | +17 vueltas     | 7          | 6          |
| 8            | 2          | LMP2      | 47  | KCMG                  | Matthew Howson Richard Bradley Alexandre Imperatori          | Oreca 03R-Nissan        | 219     | +17 vueltas     | 8          | 4          |
| 10           | 4          | LMP2      | 27  | SMP Racing            | Sergey Zlobin Nicolas Minassian Maurizio Mediani             | Oreca 03R-Nissan        | 215     | +21 vueltas     | 9          | 2          |
| 11           | 7          | LMP1      | 13  | Rebellion Racing      | Dominik Kraihamer Andrea Belicchi Fabio Leimer               | Rebellion R-One-Toyota  | 215     | +21 vueltas     | 10         | 1          |
| 12           | 5          | LMP2      | 37  | SMP Racing            | Kirill Ladygin Viktor Shaytar Anton Ladygin                  | Oreca 03R-Nissan        | 212     | +24 vueltas     | 11         | 0.5        |
| 24           | 8          | LMP1      | 12  | Rebellion Racing      | Nicolas Prost Nick Heidfeld Mathias Beche                    | Rebellion R-One-Toyota  | 179     | +57 vueltas     | 12         | 0.5        |
| Ret          | Ret        | LMP1      | 9   | Lotus                 | Christophe Bouchut James Rossiter Pierre Kaffer              | CLM P1/01-AER           | 181     | Retirado        | Ret        | Ret        |
| LMP2         |            |           |     |                       |                                                              |                         |         |                 |            |            |
| 7            | 1          | LMP2      | 26  | G-Drive Racing        | Roman Rusinov Olivier Pla Julien Canal                       | Ligier JS P2-Nissan     | 219     | 6:01:05.703     | 1          | 25         |
| 8            | 2          | LMP2      | 47  | KCMG                  | Matthew Howson Richard Bradley Alexandre Imperatori          | Oreca 03R-Nissan        | 219     | +5.434          | 2          | 18         |
| 9            | 3          | LMP2      | 35  | OAK Racing            | Keiko Ihara Gustavo Yacamán Alex Brundle                     | Morgan-Judd             | 216     | +3 vueltas      | —          | —          |
| 10           | 4          | LMP2      | 27  | SMP Racing            | Sergey Zlobin Nicolas Minassian Maurizio Mediani             | Oreca 03R-Nissan        | 215     | +4 vueltas      | 3          | 15         |
| 12           | 5          | LMP2      | 37  | SMP Racing            | Kirill Ladygin Viktor Shaytar Anton Ladygin                  | Oreca 03R-Nissan        | 212     | +7 vueltas      | 4          | 12         |
| LMGTE        |            |           |     |                       |                                                              |                         |         |                 |            |            |
| Pos. general | Pos. clase | Clase     | N.° | Escudería             | Pilotos                                                      | Automóvil               | Vueltas | Tiempo/Retirado | Campeonato | Campeonato |
| Pos. general | Pos. clase | Clase     | N.° | Escudería             | Pilotos                                                      | Automóvil               | Vueltas | Tiempo/Retirado | Pos.       | Puntos     |
| 13           | 1          | LMGTE Pro | 51  | AF Corse              | Gianmaria Bruni Toni Vilander                                | Ferrari F458 Italia     | 208     | 6:01:30.795     | 1          | 25         |
| 14           | 2          | LMGTE Pro | 71  | AF Corse              | Davide Rigon James Calado                                    | Ferrari F458 Italia     | 208     | +2.902          | 2          | 18         |
| 15           | 3          | LMGTE Pro | 99  | Aston Martin Racing   | Alex MacDowall Darryl O:Young Fernando Rees                  | Aston Martin Vantage V8 | 208     | +41.952         | 3          | 15         |
| 16           | 4          | LMGTE Pro | 91  | Porsche Team Manthey  | Jörg Bergmeister Richard Lietz                               | Porsche 911 RSR         | 207     | +1 vuelta       | 4          | 12         |
| 17           | 1          | LMGTE Am  | 95  | Aston Martin Racing   | Kristian Poulsen David Heinemeier Hansson Nicki Thiim        | Aston Martin Vantage V8 | 207     | +1 vuelta       | 5          | 10         |
| 18           | 2          | LMGTE Am  | 98  | Aston Martin Racing   | Paul Dalla Lana Pedro Lamy Christoffer Nygaard               | Aston Martin Vantage V8 | 207     | +1 vuelta       | 6          | 8          |
| 19           | 3          | LMGTE Am  | 75  | Prospeed Competition  | François Perrodo Emmanuel Collard Matthieu Vaxivière         | Porsche 911 RSR         | 204     | +4 vueltas      | 7          | 6          |
| 20           | 4          | LMGTE Am  | 88  | Proton Competition    | Christian Ried Klaus Bachler Khaled Al Qubaisi               | Porsche 911 RSR         | 204     | +4 vueltas      | 8          | 4          |
| 21           | 5          | LMGTE Pro | 97  | Aston Martin Racing   | Darren Turner Stefan Mücke                                   | Aston Martin Vantage V8 | 204     | +4 vueltas      | 9          | 2          |
| 22           | 5          | LMGTE Am  | 61  | AF Corse              | Bret Curtis Jeroen Bleekemolen Mike Skeen                    | Ferrari F458 Italia     | 203     | +5 vueltas      | 10         | 1          |
| 23           | 6          | LMGTE Pro | 92  | Porsche Team Manthey  | Frédéric Makowiecki Patrick Pilet                            | Porsche 911 RSR         | 202     | +6 vueltas      | 11         | 0.5        |
| Ret          | Ret        | LMGTE Am  | 81  | AF Corse              | Stephen Wyatt Michele Rugolo Andrea Bertolini                | Ferrari F458 Italia     | 169     | Retirado        | Ret        | Ret        |
| Ret          | Ret        | LMGTE Am  | 90  | 8 Star Motorsports    | Gianluca Roda Paolo Ruberti Jeff Segal                       | Ferrari F458 Italia     | 64      | Retirado        | Ret        | Ret        |
| LMGTE Am     |            |           |     |                       |                                                              |                         |         |                 |            |            |
| 17           | 1          | LMGTE Am  | 95  | Aston Martin Racing   | Kristian Poulsen David Heinemeier Hansson Nicki Thiim        | Aston Martin Vantage V8 | 207     | 6:01:32.028     | 1          | 25         |
| 18           | 2          | LMGTE Am  | 98  | Aston Martin Racing   | Paul Dalla Lana Pedro Lamy Christoffer Nygaard               | Aston Martin Vantage V8 | 207     | +36.442         | 2          | 18         |
| 19           | 3          | LMGTE Am  | 75  | Prospeed Competition  | François Perrodo Emmanuel Collard Matthieu Vaxivière         | Porsche 911 RSR         | 204     | +3 vueltas      | 3          | 15         |
| 20           | 4          | LMGTE Am  | 88  | Proton Competition    | Christian Ried Klaus Bachler Khaled Al Qubaisi               | Porsche 911 RSR         | 204     | +3 vueltas      | 4          | 12         |
| 22           | 5          | LMGTE Am  | 61  | AF Corse              | Bret Curtis Jeroen Bleekemolen Mike Skeen                    | Ferrari F458 Italia     | 203     | +4 vueltas      | 5          | 10         |
| Ret          | Ret        | LMGTE Am  | 81  | AF Corse              | Stephen Wyatt Michele Rugolo Andrea Bertolini                | Ferrari F458 Italia     | 169     | Retirado        | Ret        | Ret        |
| Ret          | Ret        | LMGTE Am  | 90  | 8 Star Motorsports    | Gianluca Roda Paolo Ruberti Jeff Segal                       | Ferrari F458 Italia     | 64      | Retirado        | Ret        | Ret        |

Fuentes: FIA WEC.